# Saigado
Saigadō (彩画堂, Saigadō) désigne un groupe d'auteurs de dōjinshi, créé en 1996 par l'un de ses membres actuel, Ishoku Dōgen. Avant cela, son travail était publié au sein d'un autre groupe, Moriman Shōten. 
Le studio Saigadō est célèbre pour ses nombreuses parodies hentai de jeux vidéo de combat, entre autres King of Fighters, Street Fighter et Guilty Gear, ainsi que de l'anime Evangelion.
Saigadō publie également sa propre série, Boku no Seinen Kōken-nin, mais la plupart des travaux originaux du studio, comme Hana's Holiday sont publiés par Futabasha.

## Liste des publications Saigado Comics

### Boku no Seinen Kōken-nin ボクの成年貢献人 / ぼくの成年貢献人
- Boku no Seinen Kōken-nin 1 (ボクの成年貢献人 1 / ぼくの成年貢献人 1) 2000
- Boku no Seinen Kōken-nin Vol. 2 (ボクの成年貢献人 Vol. 2 / ぼくの成年貢献人 Vol. 2) 2000
- Boku no Seinen Kōken-nin Volume 3 (ボクの成年貢献人 Volume 3 / ぼくの成年貢献人 Volume 3) 2001
- Boku no Seinen Kōken-nin Volume 4 (ボクの成年貢献人 Volume 4 / ぼくの成年貢献人 Volume 4) 2001
- Boku no Seinen Kōken-nin Volume 5 (ボクの成年貢献人 Volume 5 / ぼくの成年貢献人 Volume 5) 2002
- Boku no Seinen Kōken-nin Volume 6 (ボクの成年貢献人 Volume 6 / ぼくの成年貢献人 Volume 6) 2004

### The Yuri & Friends
- The Yuri & Friends '96 (ユリ＆フレンズ　'96) 1996
- The Yuri & Friends '96 Plus (ユリ＆フレンズ　'96 Plus) 1996
- The Yuri & Friends '97 (ユリ＆フレンズ　'97) 1997
- The Yuri & Friends '98 Dream Time Never Ends (ユリ＆フレンズ　'98) 1998
- The Yuri & Friends - Special (ユリ＆フレンズ スペシャル) 1998
- The Yuri & Friends 2000 (ユリ＆フレンズ　2000) 2000
- The Yuri & Friends 2001 (ユリ＆フレンズ　2001) 2001
- The Yuri & Friends - Mai Special (ユリ＆フレンズ マイスペシャル) 2003
- The Yuri & Friends - Hinako-Max (ユリ＆フレンズヒナコマックス) 2004
- The Yuri & Friends - Mary Special (ユリ＆フレンズマリ－スペシャル) 2005
- The Yuri & Friends - Jenny Special (ユリ＆フレンズジェニ－スペシャル) 2005

### The Yuri & Friends Full Color
- The Yuri & Friends Full Color (ユリ＆フレンズ　フルカラー) 1998
- The Yuri & Friends Full Color 2 (ユリ＆フレンズ　フルカラー　2) 1999
- The Yuri & Friends Full Color 3 (ユリ＆フレンズ　フルカラー　3) 2000
- The Yuri & Friends Full Color 4 (ユリ＆フレンズ　フルカラー　4) 2002
- The Yuri & Friends Full Color 5 (ユリ＆フレンズ　フルカラー　5) 2002
- The Yuri & Friends Full Color 6 (ユリ＆フレンズ　フルカラー　6) 2003
- The Yuri & Friends Full Color 7 (ユリ＆フレンズ　フルカラー　7) 2004
- The Yuri & Friends Full Color 8 (ユリ＆フレンズ　フルカラー　8) 2006
- The Yuri & Friends Full Color 9 (ユリ＆フレンズ　フルカラー　9) 2007
- The Yuri & Friends Full Color 10 (ユリ＆フレンズ　フルカラー　10) 2009

### The Athena & Friends
- The Athena & Friends '97 (アテナ＆フレンズ '97) 1997
- The Athena & Friends '98 Come Unto Me Kaoru (アテナ＆フレンズ '98) 1998
- The Athena & Friends '99 Athena & Bao (アテナ＆フレンズ '99) 1999
- The Athena & Friends S Special (アテナ＆フレンズ スペシャル) 2001
- The Athena & Friends '02 (アテナ＆フレンズ '02) 2002
- The Athena & Friends Special Version of Chaos (アテナ＆フレンズ　SVC) 2003
- The Athena & Friends 2006 (アテナ＆フレンズ 2006) 2006

### Neon Genesis Evangelion
- Left Eye (レフトアイ) 1996
- Right Here (ライトヒア) 1996
- Suite for my Sweet 1015 (スイートフォーマイスイート) 1997
- Feel my Vibe 1997 (フィールマイヴァイブ)
- Left Eye Saigado First (レフトアイ新訂版) 1999
- Right Here Saigado Second (ライトヒア新訂版) 1999
- Suite for my Sweet Saigado Fifth (スイートフォーマイスイート新訂版) 2001
- Feel my Vibe Saigado Sixth (フィールマイヴァイブ新訂版) 2001

### Street Fighter
- Sakura & Friends Quince Jam (さくら＆フレンズクインスジャム) 1999
- Sakura vs. Yuri & Friends (さくらvs.ユリ＆フレンズ) 2001

### Samurai Spirits
- Sexual Samurais (クリスマニアックス) 2004

### Saigado Maniax
- British Bear Boy (ブリティッシュベアーボーイ) 2003
- Chris Maniax (ショタナイズ) 2004
- Syota-Nize (クリスマニアックス) 2004
- Space Cumboy (スペースカムボーイ) 2006